# Saint-Sulpice (Alta Saona)
Saint-Sulpice è un comune francese di 136 abitanti situato nel dipartimento dell'Alta Saona nella regione della Borgogna-Franca Contea.

## Società

### Evoluzione demografica
Abitanti censiti